# Rafael Andolz Canela
Rafael Andolz Canela (Jaca, 23 de septiembre de 1926 - Huesca, 9 de octubre de 1998), fue un sacerdote, lexicógrafo, escritor, filólogo, profesor de bachillerato y etnólogo aragonés. Fue miembro del Instituto Aragonés de Antropología, del Instituto de Estudios Altoaragoneses, y fundador del Consello d'a Fabla Aragonesa.  
Estudió Humanidades Clásicas y Filosofía, y Teología en los noviciados de Veruela, Oña y Loyola, centros de la Compañía de Jesús en la que ingresó muy joven y en la que permaneció durante doce años. Ejerció de sacerdote en Burgos, País Vasco, Navarra y Almudévar (Aragón). Ya en Huesca, ejerció como profesor de bachiller en el Instituto Ramón y Cajal donde además funda el grupo Scout Ramón y Cajal de Huesca (Actualmente Grupo Scout Rafael Andolz). Fue también profesor en clases particulares de los muchos idiomas que conocía, siendo más conocido como autor de una veintena de libros, entre los que destaca el Diccionario Aragonés: aragonés-castellano, castellano-aragonés (1977), y que ha tenido desde entonces cinco ediciones. A pesar de su título es un glosario de 40.000 voces que se usan en todo el territorio aragonés y no únicamente las palabras en aragonés, pues considera las lenguas usadas en Aragón, sin distinguir ni preponderar unas sobre otras, aunque señala en cada caso su procedencia. En el año 2000 fue editado un libro homenaje con estudios de varios autores sobre la cultura popular, la tradición y la lengua en Aragón. 
De los artículos destacan: Refranes, dichos, frases hechas y expresiones en aragonés y en catalán de Aragón (1987), De pilmadores, curanderos y sanadores: metodología para su estudio (1994) o Cómo fazié o mío dizionario aragonés (1998).
Entre los actos de homenaje tras su fallecimiento cabe destacar en 2018, la edición de una biografía que recopila su vida y obra, a cargo de Francho Nagore y Paz Ríos Nasarre y la inauguración del parque Rafael Andolz, en la zona ajardinada de la calle Ingeniero Pano, en el barrio de la Encarnación de Huesca.

## Obras
- Diccionario Aragonés: aragonés-castellano, castellano-aragonés (1977)
- Mosen Bruno Fierro, cura de Saravillo (1985)
- De pilmadores, curanderos y sanadores en el Alto Aragón (1987)
- La aventura del contrabando en Aragón (1988)
- El Humor altoaragonés (1988)
- El nacer en Aragón: mitos y costumbres (1991)
- El casamiento en Aragón: mitos y costumbres (1993)
- La muerte en Aragón (1995)
- Más humor aragonés (1996)
- Fanlo, novela de los pueblos abandonados del Pirineo (1996)
- Fermín Arrudi: el gigante aragonés de Sallent de Gállego (1998)[2]
- Así somos, así fuimos: la pequeña historia del Alto Aragón (1998).